# Pokémon - La grande avventura
Pokémon - La grande avventura, pubblicato in Giappone come Pocket Monsters Special (ポケットモンスター SPECIAL?, Poketto Monsutā Supesharu), è un manga scritto da Hidenori Kusaka e illustrato da Mato nei primi nove volumi e da Satoshi Yamamoto per i successivi. L'opera è pubblicata dal 1997 dalla casa editrice Shogakukan. 
È stata pubblicata per la prima volta in italiano da Panini Comics nel 2002 con il titolo Pokémon Adventures, tuttavia quest'edizione è stata sospesa dopo soli otto numeri. Una nuova edizione a cura di J-Pop, sotto il nuovo e attuale titolo, è in corso dal 2016.
Pokémon - La grande avventura è diviso in vari archi narrativi, che riprendono storie, personaggi e ambientazioni della serie di videogiochi Pokémon. Il creatore della serie Satoshi Tajiri ha affermato che il manga si avvicina più di ogni altra opera della serie al mondo che si era immaginato.

## Trama
La storia è suddivisa in archi narrativi, i quali sono caratterizzati da cambi di ambientazione e di personaggi che rispecchiano i titoli della serie principale di videogiochi Pokémon. La divisione e i titoli non sono ufficiali, ma sono largamente diffusi su siti specializzati, inoltre anche l'editore italiano vi fa riferimento nella pubblicazione della serie.

### Rosso, Blu e Giallo
Rosso è un giovane allenatore di Kanto che inizia la sua avventura ricevendo un Bulbasaur dal Professor Oak. In seguito incontra Blu, nipote di Oak e possessore di un Charmander, e da quel momento inizia la loro rivalità. Successivamente Rosso incontra anche Verde, una bella ragazza ladra che gli vende strumenti Pokémon falsi e ha sottratto uno Squirtle dal laboratorio di Oak. Nel corso dell'avventura i tre contrastano il Team Rocket, organizzazione criminale che ha intenzione di catturare Mewtwo e che ha tra i suoi alleati anche i tre capipalestra Lt. Surge, Koga e Sabrina. Questi ultimi vengono in possesso dei tre Pokémon leggendari Articuno, Zapdos e Moltres, che tuttavia vengono sconfitti. Dopo questa battaglia Rosso affronta Giovanni riuscendo a vincere. Rosso, Blu e Verde infine partecipano al campionato della Lega Pokémon, durante la quale Verde si scusa per il furto di Squirtle dopo essere battuta dal misterioso Mr O, che altri non è che il Professor Oak, il quale dona alla ragazza il terzo Pokédex, e Rosso diventa il Campione della Lega sconfiggendo in finale Blu.
Dopo la vittoria alla Lega Pokémon, Rosso sparisce misteriosamente e il suo Pikachu finisce nel laboratorio del Professor Oak. Stringendo amicizia con esso, Giallo, una giovane bambina che si finge un maschio su suggerimento di Verde, si mette in viaggio attraverso la regione per trovare Rosso. I Superquattro rivestono il ruolo dei principali antagonisti. Il loro scopo è infatti quello di creare un mondo di utopia, abitato da soli Pokémon.

### Oro, Argento e Cristallo
Oro, un giovane ragazzo proveniente da Borgo Foglianova che sfrutta una stecca da biliardo per lanciare le Poké Ball, comincia il suo cammino per Johto, inizialmente solo per riacciuffare i delinquenti che lo hanno privato del proprio zaino. In questa "caccia ai delinquenti", il giovane scopre che dietro all'aspetto di semplici ladruncoli si nascondono persone molto malvagie con scopi misteriosi, che altri non sono che il Team Rocket. Al suo viaggio si uniscono anche Argento, un ragazzo misterioso e di poche parole, legato in qualche modo al Team Rocket che Oro aveva visto mentre rubava un Totodile dal laboratorio del Professor Elm, e Cristallo, una giovane ragazza con un talento innato nella cattura dei Pokémon.
Proprio questa sua abilità aiuta il Professor Oak al completamento del Pokédex. I viaggi dei tre all'inizio non sono congiunti: Argento e Oro, dopo diverse peripezie, si ritrovano a viaggiare insieme cercando di sconfiggere la "Maschera di Ghiaccio", nuovo capo del Team Rocket dopo la pausa di Giovanni; Cristallo invece è appunto sotto una missione speciale: completare il Pokédex. In questo viaggio incontra Giallo e, dopo il risveglio di Lugia per colpa del Team Rocket, anche Oro e Argento.
Tra varie peripezie, anche Rosso, Blu e Verde affiancano gli altri quattro per combattere la "Maschera di Ghiaccio", che altri non è se non il capopalestra di Mogania, Alfredo. In questa battaglia il ruolo dei tre cani leggendari Raikou, Suicune ed Entei sarà fondamentale. Nel tentativo di fermare Alfredo, Oro rimane bloccato in un varco temporale con Alfredo ed il suo Pichu, che ha fatto schiudere dall'uovo del Pikachu di Rosso e del Pikachu di Giallo, ma il Pokémon leggendario Celebi, che Alfredo aveva catturato per il suo scopo di evitare la morte di due suoi amatissimi Lapras, lo riporta nella realtà. Nel finale Rosso allena Oro sul Monte Argento, e Cristallo è diventata l'assistente del Professor Oak.

### Rubino e Zaffiro
Rubino, giovane allenatore appena trasferitosi da Johto, e più precisamente da Fiordoropoli, scappa di casa per viaggiare nella regione di Hoenn con lo scopo di vincere tutte le Gare Pokémon, in quanto il padre Norman, Capopalestra a Hoenn, vorrebbe che il figlio partecipasse alle lotte in palestra. Viene attaccato, insieme al Professor Birch da cui ottiene il Pokédex, da dei Pokémon selvatici, ma è salvato da una ragazza di nome Zaffiro, la quale vuole conquistare tutte le medaglie delle Palestre Pokémon ed è figlia del Professor Birch. I due ragazzi fanno una scommessa per la quale entrambi devono conseguire i loro scopi entro ottanta giorni. Dopo di che Zaffiro sviene per delle ferite che si è procurata mentre salvava Rubino, per ripagare il favore le cura la ferite e le confeziona dei vestiti per sostituire i suoi abiti fatti di foglie. Nel corso delle loro avventure, in cui si incontrano più volte, sia Rubino che Zaffiro devono vedersela con il Team Magma e il Team Idro, che riescono a risvegliare Groudon e Kyogre, i quali ingaggiano una titanica lotta. Al fine di fermarli, Rubino e Zaffiro, anche perché hanno ottenuto la Sfera Rossa e la Sfera Blu e per questo sono i prescelti per riuscire a fermare i due Pokémon leggendari, vengono allenati sull'Isola Miraggio da Rodolfo, Tell e Pat.
Analogamente, Norman e Lino, amico di Rubino che ha in custodia il Ralts del ragazzo, risvegliano Rayquaza per riuscire a fermare Groudon e Kyogre. Terminato l'allenamento, Rubino e Zaffiro si dirigono al luogo dello scontro, ma poco prima di lasciare l'Isola Miraggio si rendono conto di conoscersi fin da piccoli e di avere un debole l'uno per l'altra. Rubino viene accompagnato al campo della battaglia finale da Rossella, Magmatenente pentitasi di aver fatto del male inutilmente. Purtroppo i due non riescono a tenere testa ai due leggendari, e Rossella muore a causa di grandi massi che le provocano lesioni gravissime: prima di soccombere però, Rossella riesce a dare a Rubino il suo Corno del ricordo, con cui Rubino capisce che suo padre ha ottenuto il controllo di Rayquaza, appena giunto sul luogo.
Nel frattempo, Adriano libera Zaffiro e si dirigono da Rubino, che è stato attaccato da Max e Ivan, i capi del Team Magma e del Team Idro. Appena arrivati, Zaffiro va a prestare soccorso a Rubino, mentre Adriano dimostra di meritare il titolo di Campione, sconfiggendo facilmente i due capi. Purtroppo la furia vendicativa del Campione è costretta a fermarsi in quanto i malvagi hanno catturato Alice, capopalestra di Forestopoli, e la tengono in ostaggio e costringono Adriano a far rientrare i suoi Pokémon, lui ubbidisce per non sacrificare Alice avendone un debole. Adriano e Alice vengono gravemente feriti da Ivan, ed ora tocca a Rubino e Zaffiro: l'intervento del Feebas di Rubino, fuggito dal suo allenatore perché lo detestava, purtroppo non serve a niente. Rubino si pente di aver detto male del suo Pokémon ed Adriano, con le sue ultime forze, dà a Rubino il Fiocco di Bellezza livello Master, grazie al quale Feebas si evolve in Milotic, riuscendo a fermare i due malfattori. Groudon e Kyogre nel frattempo sono tornati a dormire per merito di Rayquaza, che però ha tolto forza vitale a Norman. Anche Rocco soccombe non riuscendo a controllare Regirock, Regice e Registeel, risvegliati per trattenere la forza distruttiva dei Pokémon leggendari.
Max e Ivan sembrano riuscire a fuggire, ma un campo elettrico generato dai Plusle e Minun di Rubino e Zaffiro sta per farli fuori, ma Rubino non vuole più persone morte, e utilizza il suo Celebi per impedire il collasso totale. Celebi, avendo capito la frustrazione di Rubino per le vittime costate alla battaglia, fa tornare tutto normale, ridando vita ai personaggi che sono morti. Siamo ormai all'ottantesimo giorno: sia Zaffiro che Rubino ce l'hanno fatta e, felicemente soddisfatti, ritornano insieme ad Albanova.

### Rosso Fuoco, Verde Foglia e Smeraldo
Rosso e Blu devono salvare il Professor Oak, che è stato rapito da un tenente del Team Rocket e portato nel Settipelago; Verde deve salvare i suoi genitori, che sono stati inghiottiti da un buco nero generato da un Deoxys; mentre Argento, accompagnato da Giallo, cerca di scoprire di più sulle sue origini. Ad aiutare Rosso, Blu e Verde nella loro ricerca ci sono anche Lorelei e il Pokémon leggendario Mewtwo. Il combattimento finale avviene tra Giovanni, capo del Team Rocket, e il suo Deoxys e Rosso e il suo Mewtwo. Il vincitore dello scontro è Rosso, ma l'aereo viene incendiato e mandato a schiantarsi contro Smeraldopoli. Argento scopre che suo padre è Giovanni e ne trae uno shock emotivo all'inizio, ma dopo che Giovanni lo salva da un incendio, preferendo morire che vedere il proprio figlio soccombere, e in seguito alle parole rassicuranti di Verde e Blu, Argento lo riconosce come padre, e lo aiuta a riprendersi ordinando al suo Ursaring di portare via Giovanni fino al suo ritorno.
Nel frattempo Rosso, con l'aiuto di tutti i suoi Pokémon, di Mewtwo, di Deoxys e (anche se in disparte) di Mew, impedisce lo schianto dell'aereo. Tutto sembra risolto, ma una tenente del Team Rocket, di nome Sird, sopravvissuta allo schianto, usa Darkrai per tramutare i cinqueRosso, Blu, Verde, Giallo e Argento in pietra e sparisce poi nel nulla.
Smeraldo, un bambino molto basso che utilizza attrezzature grottesche per sembrare più alto, viene inviato al Parco Lotta da Cristallo e dal Professor Oak per cercare di prendere Jirachi, Pokémon leggendario che si sveglia solo ogni mille anni: Smeraldo ha solo una settimana di tempo in quanto è il periodo durante il quale il leggendario rimane sveglio. Smeraldo coglie l'occasione per sfidare gli Assi del Parco Lotta, e proprio al Parco Lotta conosce Todd Snap, un ragazzo con un gran talento fotografico che lo accompagna durante l'avventura. Durante il giorno di apertura del Parco Lotta, Smeraldo viene sfidato dagli Assi del Parco e lancia la sua sfida di sconfiggerli tutti in una settimana. Dopo la vittoria con Savino, Asso della Fabbrica Lotta, Smeraldo ruba uno dei Pokémon usati nella sfida, Sceptile, e un certo Guile Hideout, ruba tutti i Pokémon della Fabbrica Lotta, stordendo Savino.
Smeraldo viene accusato del furto dagli Assi stessi, eccetto Baldo, che crede nella non-colpevolezza del ragazzo, che deve comunque essere confermata. Smeraldo riesce a provare la sua innocenza dato che Guile usa i Pokémon rubati per portare il caos nel Parco Lotta, ma fallisce nel catturare Jirachi. Nel frattempo, Rubino e Zaffiro vengono in aiuto di Smeraldo, anche se quest'ultimo non lo desidera. La situazione declina del tutto: Guile cattura Jirachi ed esprime il desiderio di far apparire una bestia energetica con le sembianze di Kyogre, ma molto più grande e potente. L'arrivo di Oro e Cristallo fa volgere la battaglia in favore dei tre.
Rubino, Zaffiro e Smeraldo fanno imparare ai loro Pokémon iniziali le tecniche supreme Radicalbero, Incendio e Idrocannone, ed Smeraldo rivela a Rubino e Zaffiro il perché del suo atteggiamento arrogante: Smeraldo è sempre stato deriso per la sua bassa statura e le apparecchiature che porta servono a risolvere il suo problema, ma non ha mai potuto avere una figura in cui confidare, finché non conobbe Cristallo. Smeraldo esprime a Jirachi il desiderio di far tornare i possessori di Pokédex pietrificati, che sono stati portati al Parco Lotta, alla normalità, ma Jirachi gli nega il desiderio perché Smeraldo non mostra la verità, ma grazie agli incoraggiamenti di Oro, Smeraldo dice di amare i Pokémon e non le lotte Pokémon: Jirachi, allora, gli concede il desiderio. I nove possessori di Pokédex riuniti usano un triplice Incendio, un triplice Radicalbero e un triplice Idrocannone più il triplice Locomovolt dei Pikachu di Rosso e Giallo e del Pichu di Oro, contro la bestia di energia che viene distrutta. Guile, che in realtà era Ivan, ex-capo del Team Idro, scompare insieme alla bestia e a Jirachi, che torna a dormire per altri mille anni. Smeraldo ha ottenuto sei simboli su sette e gli manca quello della Cupola Lotta, e Rosso propone un torneo tra di loro, il vincitore otterrà il simbolo.

### Diamante e Perla
Diamante, un ragazzo dall'aria perennemente assonnata e con una grande passione per il cibo, e Perla, un giovane ragazzo iperattivo, suo amico di infanzia, viaggiano per la regione di Sinnoh puntando al Monte Corona. Intanto anche Lady Berlitz punta al Monte Corona per seguire una tradizione di famiglia. Per una strana coincidenza Lady Berlitz scambia Diamante e Perla per le sue guardie del corpo, convincendoli che avranno un premio se la accompagneranno. Il Team Galassia intanto tenta di perseguire i propri scopi.

### Platino
Questo arco narrativo vede come protagonista Platino Berlitz, partecipante al Parco Lotta di Sinnoh, e si concentra anche sulle indagini di Looker riguardanti il Mondo Distorto. Intanto Diamante e Perla, sotto ordine del Professor Rowan, iniziano una ricerca sui Pokémon leggendari di Sinnoh, grazie a un taccuino che avevano trovato alla fine dell'arco precedente.

### Oro HeartGold e Argento SoulSilver
Questo arco narrativo vede il ritorno dei protagonisti della terza saga, tra cui Oro che ha un look leggermente differente e possiede un Ambipom, evoluzione del suo Aipom e Cristallo che indossa i vestiti di Cetra. È di nuovo presente il Team Rocket e i Pokémon leggendari Dialga, Palkia, Giratina e Arceus. Torna Carr uno dei tre comandanti del Team Rocket che si era dato per disperso nella quinta saga, Lance, ex-nemico della seconda saga e aiutante di Argento nella terza, e Alfredo, salvato da Celebi e riportato nel mondo normale.

### Nero e Bianco
I protagonisti sono Nero e Bianca con i rivali Komor e Belle. Nero è un allenatore di Pokémon che sogna di vincere la Lega Pokémon di Unima, e che, in seguito alla finalissima del torneo della Lega contro Cheren, diventa Campione anche se non ufficialmente a causa dell'intromissione del Team Plasma. Bianca è invece una ragazza che ha come obiettivo quello di diventare la migliore di Unima nell'ambito del Pokémon Musical. Nero che viene intrappolato nel chiarolite da Ghecis e Bianca lo supplica di tornare indietro.

### Nero 2 e Bianco 2
La saga ruota intorno a Toni e due nuovi personaggi, Raniero, membro della polizia internazionale e superiore di Bellocchio, e Neve, ragazzina ex-membro del Team Plasma.

### X e Y
Dopo la distruzione della loro città nella lotta tra Xerneas e Yveltal, X, Y e i loro amici cominciano a viaggiare nella regione di Kalos e combattono contro il Team Flare.

### Rubino Omega e Zaffiro Alpha
Questa saga vede il ritorno di Rubino, Zaffiro e Smeraldo che cercano di apprendere i segreti della megaevoluzione per impedire al loro pianeta di essere distrutto da un meteorite.

### Sole e Luna
I protagonisti di questa saga sono Sole, un ragazzo ambizioso, accompagnato da Litten e Meowth forma di Alola, il cui scopo è guadagnare cento milioni di yen per riacquistare un'isola che apparteneva al suo bisnonno, e Luna, una ragazza da poco arrivata nella tropicale regione di Alola, affiancata da Rotom.

## Personaggi

Copertina del primo volume dell'edizione italiana (edizione J-Pop), raffigurante Rosso e Pikachu

Rosso (レッド?, Reddo)
Il primo protagonista della serie e campione della nona Lega Pokémon di Kanto. Inizialmente avventato e inesperto, nel corso dell'avventura matura notevolmente. La sua squadra Pokémon è formata da Poliwrath, evoluzione del suo Poliwhirl, a sua volta evoluto da Poliwag, Venusaur, evoluzione del suo Ivysaur, a sua volta evoluto dal suo Pokémon iniziale, Bulbasaur, Pikachu, soprannominato Pika, Snorlax, Aerodactyl e Gyarados. È basato sul personaggio di Rosso dei videogiochi di Pokémon.
Blu (グリーン?, Gurīn)
Il nipote del Professor Oak e rivale di Rosso. Inizialmente si comporta con arroganza nei confronti di Rosso, ma col passare del tempo impara ad apprezzarlo fino a diventare amici. Eccelle nell'allenare i Pokémon, anche quelli che non gli appartengono. In Oro, Argento e Cristallo diventa il nuovo capopalestra di Smeraldopoli dopo l'abbandono di Giovanni. La sua squadra Pokémon è formata da Scizor, evoluzione del suo Scyther, Charizard, evoluzione del suo Charmeleon, a sua volta evolutosi dal suo Pokémon iniziale Charmander, Porygon2, evoluzione del suo Porygon, Golduck, Machamp e Ninetales. È basato sul personaggio di Blu dei videogiochi di Pokémon.
Verde (ブルー?, Burū)
Una ragazza vivace e ingegnosa che ruba uno Squirtle dal laboratorio del Professor Oak e cerca di mantenersi truffando la gente tramite la vendita di merce scadente. Dopo aver tentato di truffare Rosso, i due stringono amicizia e si aiutano più volte nel corso dell'avventura. In seguito viene rivelato che Verde è una dei Masked Children, rapita da Maschera di Ghiaccio quando era ancora una bambina e costretta a subire pesanti allenamenti, ma che in seguito era riuscita a fuggire. La sua squadra Pokémon è formata da Wigglytuff, evoluzione del suo Jigglypuff, Blastoise, evoluzione del suo Wartortle, a sua volta evoluto dal suo Pokémon iniziale, Squirtle, Ditto, Clefable, Nidoqueen, evoluzione del suo Nidorina, a sua volta evoluto da Nidoran♀, e Granbull, evoluzione del suo Snubbull.
Giallo (イエロー?, Ierō)
Una ragazzina ottimista e gentile proveniente dal Bosco Smeraldo e la protagonista di Giallo. Possiede la rara abilità di poter curare i Pokémon e di leggerne la mente. Dopo che Rosso è scomparso, si traveste da maschio e, insieme al Pikachu del ragazzo, intraprende una missione per salvarlo. La sua squadra Pokémon è formata da Pikachu, soprannominato Chuchu, Raticate, Dodrio, Golem, evolutosi dal Graveler donatole da Brock, Omastar, evolutosi dall'Omanyte donatole da Misty, e Butterfree.
Oro (ゴールド?, Gōrudo)
Il protagonista di Oro, Argento e Cristallo. È un ragazzo di buon cuore, ma immaturo e dispettoso e che non si fa scrupoli a barare per ottenere i suoi scopi. Avendo trascorso tutta la sua vita coi Pokémon, è abile nel farne schiudere le uova e nell'estrarre il massimo potenziale dai Pokémon. La sua squadra Pokémon è formata da Ambipom, Typhlosion, evoluzione del suo Quilava, a sua volta evoluto dal suo Pokémon iniziale, Cyndaquil, Politoed, Sunflora, Sudowoodo e Togekiss. È basato sul personaggio di Armonio dei videogiochi di Pokémon.
Argento (シルバー?, Shirubā)
Il rivale di Oro e il figlio di Giovanni. Era uno dei Masked Children di Maschera di Ghiaccio, prima di fuggire e rubare un Totodile dal laboratorio del Professor Elm. La sua squadra Pokémon è formata da Feraligatr, Weavile, Kingdra, Honchkrow, Rhyperior e un Gyarados rosso. È basato sul personaggio di Argento dei videogiochi di Pokémon.
Cristallo (クリスタル?, Kurisutaru)
Detta Crys, una ragazza vivace e intelligente che eccelle nella cattura dei Pokémon. Ha catturato ogni creatura non leggendaria per conto del Professor Oak. La sua squadra Pokémon è formata da Meganium, evoluzione del suo Bayleef, a sua volta evoluto dal suo Pokémon iniziale, Chikorita, Xatu, Hitmonchan, Smoochum, Arcanine e Parasect. È basata sul personaggio di Kristy dei videogiochi di Pokémon.

## Pubblicazione
Pokémon - La grande avventura è scritto da Hidenori Kusaka e illustrato da Mato nei primi nove volumi e da Satoshi Yamamoto per i successivi. È pubblicato da Shogakukan sulla rivista CoroCoro Ichiban! da marzo 1997.
L'edizione italiana ha debuttato nel 2002 ad opera di Panini Comics all'interno della collana Pokémon: Le grandi storie a fumetti sotto il titolo di Pokémon Adventures, ma dopo appena otto volumi la casa editrice ha sospeso la serie e ha proceduto alla pubblicazione di un manga shōjo dal titolo Il magico viaggio dei Pokémon, anch'esso sospeso dopo due volumi. Dal 30 settembre 2014 al 29 giugno 2016 sono stati pubblicati 20 volumi corrispondenti ai numeri 43-51, l'arco di Nero e Bianco, da GP Manga.
Il 16 novembre 2016, la J-Pop ha pubblicato tre volumi contenenti i primi 90 capitoli (numeri 1-7 originali) del manga per la prima volta in italiano con il nuovo titolo Pokémon – La grande avventura. Il 15 novembre 2017 la stessa casa editrice ha pubblicato altri tre volumi equivalenti ai numeri 8-14 (in aggiunta al primo capitolo presente nel 15 in quanto conclude la trama dell'arco narrativo). Il 24 ottobre 2018 sono usciti tre ulteriori volumi corrispondenti ai numeri 15-22 (con l'esclusione degli ultimi due capitoli in quanto parte dell'arco narrativo successivo). Il 5 giugno 2019 sono stati pubblicati quattro volumi, i quali sono i corrispondenti ai numeri 23-29 (con l'inserimento degli ultimi due capitoli presenti nel volume 22 in quanto fungono da inizio del primo arco narrativo presentato). Il 6 novembre 2019 sono stati pubblicati quattro ulteriori volumi, corrispondenti ai numeri 30-38. Il 28 ottobre 2020 sono usciti due volumi, equivalenti ai numeri 39-43 (con l'esclusione degli ultimi quattro capitoli presenti nel volume 43 in quanto parte dell'arco narrativo successivo). Il 21 settembre 2022 sono usciti altri quattro volumi, corrispondenti ai numeri 43-55 (con l'esclusione degli ultimi quattro capitoli presenti nel volume 55 in quanto parte dell'arco narrativo successivo). Il 9 aprile 2025 sono usciti tre volumi, corrispondenti ai numeri 56-61 (con l'inserimento degli ultimi quattro capitoli presenti nel volume 55 in quanto fungono da inizio del primo arco narrativo presentato e il primo capitolo presente nel volume 62 in quanto epilogo dell'arco narrativo).
Una riedizione composta da 55 volumi, corrispondenti come formato a quelli originali giapponesi, è stata pubblicata, sempre ad opera di J-Pop in collaborazione con il gruppo RCS e in allegato alla Gazzetta dello Sport, dal 18 gennaio 2024 al 30 gennaio 2025.
La traduzione dei testi dell'edizione J-Pop è curata da Laura Previtali (volumi 1-7), Luca Mashour (volumi 8-12 e 15-17), Valentina Vignola (volumi 12-14 e 20-22), Melissa Pennacchiotti (volumi 17-20), Alessandro Colombo (volumi 23-24) e Asuka Ozumi (volumi 43-51), mentre l'adattamento è di Eduardo Di Costa (volumi 8-12 e 43-51) e Manuel Urrai (volumi 15-29).

## Accoglienza
I volumi giapponesi della serie sono stati inclusi più volte nella classifica dei fumetti giapponesi. L'edizione del primo volume di Viz tratta dal manga, "The Best of Pokémon Adventures", è apparsa nella classifica Top 20 Graphic Novel di ICv2 dall'aprile 2008. Ha anche vinto il primo Nickelodeon Magazine Comics Awards nella categoria "Favorite Manga Series". I lettori della rivista Da Vinci Denshi Navi di Media Factory hanno votato la serie come il terzo manga che volevano avere un adattamento animato.
Nick Smith di ICv2 ha assegnato al primo volume 3,5 stelle su 5, commentando che molte delle parti della storia del manga lo rendono più interessante dell'anime, come le apparizioni del Team Rocket o la personalità ribelle di Pikachu. Sebbene avesse ancora notato che c'era più violenza nel manga che nell'anime, lo raccomandava comunque ai lettori di tutte le età. Un'opinione simile è stata data da Scott Campbell di Active Anime a cui è piaciuto quanto il personaggio di Rosso fosse diverso da Ash Ketchum per via delle loro differenze di personalità e abilità, rendendo il primo personaggio più interessante per i lettori. Lo stile di disegno è stato descritto come "abbastanza simpatico e divertente, ma comunque di altissima qualità" mentre i combattimenti hanno ricevuto critiche positive per via dei movimenti dei Pokémon.
Il volume 14 si è posizionato al decimo posto nella lista dei best seller dei Manga del New York Times nella settimana terminata con il 6 agosto 2011.
Tsunekazu Ishihara, CEO di The Pokémon Company, ha dichiarato: "Voglio che tutti i fan di Pokémon leggano questo fumetto!".
Un recensore di AnimeClick.it ha trattato l'arco narrativo dedicato a Nero e Bianco, definendolo un manga intenso, allegro e ricco di carattere, che ben equilibrava i toni leggeri e le tematiche serie e anche drammatiche, sapeva regalare grandi momenti di epicità come di serenità, sapeva gestire bene la sua trama ed era accompagnato da disegni carismatici e belli da vedersi sotto ogni punto di vista. Se non fosse stato per la questione secondaria lasciate aperta nel finale della storia, difetto che comunque poteva essere sanato se fosse stato pubblicato anche il sequel in Italia, la valutazione finale sarebbe stata sicuramente più alta, ma per ogni fan dei Pokémon la lettura del manga era un'esperienza da fare, nell'attesa che anche le altre serie sarebbe uscite nel territorio italiano.